# Rot-Front
Rot-Front (russisch Рот-Фронт), bis 1931 Bergtal (russisch Бергтал), ist ein 1927 gegründetes Dorf im Rajon Yssyk-Ata in Kirgisistan mit 988 Einwohnern (Stand 2023).
Es wurde im Herbst 1927 von 25 Familien landloser, deutschsprachiger Russlandmennoniten etwa 60 km östlich von Bischkek angelegt. Die ersten Ansiedler stammten aus den vier Dörfern Köppental, Nikolaipol, Gnadental und Gnadenfeld im Talas-Tal (siehe Bakaiata). Aus Landmangel waren die Bauern gezwungen, neue Siedlungsorte zu suchen. Anfang der 1930er Jahre erhielt diese Siedlung offiziell den Namen Rot-Front, aber unter den Deutschen bzw. den Sprechern des Plautdietschen blieb der Name Bergtal weiter in Gebrauch.

## Geschichte
Die Übersiedlung der Mennoniten am Ende des 19. Jahrhunderts von der Wolga und aus dem Schwarzmeergebiet Russlands nach Zentralasien erfolgte, da einige gleichgesinnte Familienväter in St. Petersburg 1879 die Zusage ausgehandelt hatten, dass ihre Söhne keinen Wehrdienst zu leisten brauchten, wenn sie in die neu angeschlossenen Gebiete Turkestans ausreisten. Der Gouverneur in Taschkent wies ihnen Land im Talas-Tal zu, was schon bei ihrer Ansiedlung 1882 unter ihnen verteilt wurde. Weiteres Land war nicht vorhanden; auch von den Kirgisen Land zu pachten, war schwierig. Im Laufe der nächsten 50 Jahre stieg die Zahl der Landlosen in den Dörfern, und die Bereitschaft, in andere Orte umzusiedeln, um Land zu bekommen, wurde immer größer. Die Regierung erkannte das Problem und wies 1925 Land für diese Landlosen im Tschüi-Tal für ein neues Dorf aus, das den Namen „Grünfeld“ erhielt (später umbenannt in „Thelmann Kolchos“). Die Zahl der Landlosen war in den deutschen Dörfern im Talas-Tal so groß, dass in „Grünfeld“ nur ein Teil von ihnen Land erhalten konnte. Nach weiteren Bittschriften teilte die Regierung 1927 erneut Land zur Ansiedlung eines Dorfes am Fuße des Tianshan-Gebirges zu. Diese Ansiedlung, gegründet von den Familien Hamm und Janzen, erhielt den Namen „Bergtal“.
Im ersten Jahr der Ansiedelung wurden 41 Simlins (Erdwohnungen) aus Lehmziegeln mit Strohdächern entlang der Dorfstraße errichtet, die rund 2 Meter tief in den Boden und etwa 80 Zentimeter über die Erdoberfläche ragten.
Die ersten Schullehrer erteilten ihren Unterricht in Privathäusern in deutscher Sprache. Auch nach dem Aufbau der Dorfschule erhielt sich die deutsche Unterrichtssprache bis 1938; danach durfte nur noch in russischer Sprache unterrichtet werden und Deutschsprechen wurde den Schülern verboten.
1931 wurde auch in „Bergtal“ zusammen mit Grünfeld die Kolchose Ragaduga gebildet und das Dorf wurde 1936 nach der Trennung der Kolchose in „Rot-Front“ umbenannt.
Während des Zweiten Weltkriegs erlebten die Bergtaler dasselbe Schicksal, das allen ethnisch Deutschen in der Sowjetunion zuteilwurde. Verschleppt wurden sie nicht, sie lebten schon in einer Region, wohin andere deportiert wurden, aber in der Zwangsarbeit der „Trudarmee“ kam mehr als ein Drittel der eingezogenen Männer ums Leben. Auch Frauen wurden zur Zwangsarbeit geschickt. Viele Kinder blieben ohne Eltern und ohne Betreuung. Parallel zur Zwangsarbeit wurden andere Minderheiten aus dem Kaukasus in Rot-Front zwangsangesiedelt.
Nach dem Krieg erholten sich das Leben der Einwohner und die Wirtschaft des Dorfes nur langsam. Erst in den 1960er und 1970er Jahren kam der Aufschwung; auch konnten sich die Deutschen langsam wieder zu Gottesdiensten zusammenfinden. Da die Mehrheit der Einwohner noch Verwandte in Deutschland hatte, bestand seit den 1980er-Jahren die Möglichkeit, einen Antrag zur Aussiedlung nach Deutschland zu stellen. Von 1986, als die Perestroika angekündigt war, bis zum Zerfall der Sowjetunion hatte die überwiegende Mehrheit der Bewohner einen Antrag zur Aussiedlung nach Deutschland gestellt. Durch den Zusammenbruch der landwirtschaftlichen Kolchosen nach 1991 verloren viele Bewohner ihre Arbeitsplätze. Die kirgisische Sprache wurde als Staatssprache eingeführt. Bis 1992 übersiedelte mehr als die Hälfte der ehemals 900 deutschen Bewohner von „Rot-Front“ nach Deutschland. Nachdem 2010 die in den 1990er Jahren gegründete Genossenschaft bankrottging und viele Dorfbewohner ihre Arbeit verloren, kam es zu einer weiteren Auswanderungswelle deutscher Familien und etwa die Hälfte der verbliebenen Deutschen wanderte nach Deutschland aus. Heute leben nur noch etwa 150 Deutschstämmige im Dorf. Allerdings ist „Rot-Front/Bergtal“ eines der wenigen Dörfer in Zentralasien, in dem noch eine nennenswerte geschlossene deutsche Minderheit lebt. Fast alle haben Verwandte in Deutschland, besuchen sich gegenseitig und besitzen die Bewilligung zur Ausreise nach Deutschland.

## Heutige Situation

Ortseingangsschild 2006

Nach der Unabhängigkeitserklärung Kirgisistans 1991 setzten sich die verbliebenen deutschen Einwohner des Dorfes erfolgreich dafür ein, dass die Siedlung neben dem offiziellen Namen Rot-Front auch ihren alten Namen Bergtal wieder tragen und auf dem Dorfschild ausweisen durfte. Heute steht auf dem Ortsschild in kyrillischer Schrift „Rot-Front“ und darunter in lateinischer Schrift „Bergtal 1927“. 
Deutschunterricht gab in der Dorfschule zunächst einige Jahre lang eine einheimische Kirgisin, die Deutsch als Fremdsprache studiert hatte. Durch Vermittlung der Deutschen Botschaft in Bischkek und des Goethe-Instituts finanzierte die Bundesrepublik Deutschland ab Mitte der 1990er Jahre einen Deutschlehrer aus Deutschland im Dorf.
Mit Hilfe der Deutschen Botschaft wurde im Schulhaus auch die Errichtung eines kleinen Museums ermöglicht, das mit Landkarten und Fotos die Erinnerung an die Wanderungen der Deutschen bis nach Zentralasien wachhält und das Leben im Dorf anschaulich macht. Seit einem Schwelbrand im Schulhaus befindet sich das kleine Museum in einem Gebäude auf dem Grundstück des deutschen Lehrers. Großzügige Finanz- und Sachhilfen der Bundesregierung für die örtliche landwirtschaftliche Genossenschaft sind allerdings zum größten Teil im Sande versickert oder zweckentfremdet worden.
Heute gehört Rot-Front/Bergtal zu den wenigen Dörfern in den Nachfolgestaaten der Sowjetunion, die noch einen beträchtlichen deutschstämmigen Bevölkerungsanteil aufweisen. Allerdings sind von den rund 900 deutschstämmigen Einwohnern des Jahres 1989 heute nur noch weniger als 150 dort zu finden.
Viele Häuser der ehemaligen deutschstämmigen Bewohner wurden von Kirgisen aufgekauft und eine strenge Trennung zwischen den christlichen Deutschen und muslimischen Kirgisen besteht nicht mehr. Auch Unterricht findet im Dorf nicht mehr auf Deutsch, sondern auf Russisch und Kirgisisch statt.